# Авґуст Кунцек
Авґуст Кунцек фон Ліхтон (нім. August Kunzek von Lichton; 28 січня 1795, Клімковіце — 31 березня 1865, Відень) — професор фізики та прикладної математики Львівського університету, ректор університету в 1832—1833 роках.

## Життєпис
Народився 28 січня 1795 в м. Кьонігсберг у Сілезії (нині м. Клімковіце, округ Острава-місто, Мораво-Сілезький край). Вчився в школі у Галичині. У 1815—1817 роках вивчав філософію в університеті Оломоуці. Право, математику та фізику вивчав у Віденському університеті. З 1822 року він був ад'юнктом математики та фізики в університеті, там став доктором філософії.
З 1824 до 1848 року Авґуст Кунцек був професором фізики та прикладної математики у Львівському університеті. В університеті Кунцек читав курс «Фізика і прикладна математика», який слухали студенти філософського факультету протягом другого курсу (8 годин в тиждень). З його приходом до Львова почав читатись курс «Популярна механіка», для цього використовувався підручник «Mechanik fur Handwerken uud Kunstler Baumgarten». Авґуст Кунцек читав також лекції з класичної філософії, а після смерті професора Кодеша — курс чистої математики та практичної геометрії у 1832—1834 роках. У 1827/1828 навчальному році був деканом філософського факультету. У 1832/1833 — ректор Львівського університету. Брав участь у підготовці до відкриття Технічної академії у Львові.
Наукові праці стосувались фізики, астрономії та метеорології. З 1848 року член-кореспондент Академії наук у Відні.
У 1847 році Авґуст Кунцек був призначений професором у Віденському університеті.
Помер 31 березня 1865 року.